# Klubi Sportiv Teuta 2016-2017

## Rosa
| N. |                                 | Ruolo | Calciatore              |
| -- | ------------------------------- | ----- | ----------------------- |
| 3  | Albania (bandiera)              | D     | Silvester Shkalla       |
| 4  | Bosnia ed Erzegovina (bandiera) | D     | Bojan Marković          |
| 5  | Albania (bandiera)              | D     | Rustem Hoxha (capitano) |
| 6  | Albania (bandiera)              | C     | Ergi Borshi             |
| 7  | Albania (bandiera)              | C     | Arbër Çyrbja            |
| 9  | Albania (bandiera)              | A     | Andi Ribaj              |
| 10 | Serbia (bandiera)               | C     | Tarik Čmajcanin         |
| 11 | Albania (bandiera)              | A     | Klejdi Hyka             |
| 12 | Albania (bandiera)              | P     | Elhan Kastrati          |
| 14 | Albania (bandiera)              | D     | Erand Hoxha             |
| 15 | Albania (bandiera)              | D     | Blerim Kotobelli        |
| 16 | Albania (bandiera)              | A     | Artur Magani            |
| 17 | Albania (bandiera)              | C     | Fabio Hasa              |
| 18 | Albania (bandiera)              | D     | Melsen Shkreta          |

| N. |                      | Ruolo | Calciatore                  |
| -- | -------------------- | ----- | --------------------------- |
| 19 | Albania (bandiera)   | C     | Fabjan Beqja                |
| 20 | Albania (bandiera)   | C     | Ledio Myrtezani             |
| 22 | Albania (bandiera)   | D     | Bruno Dita                  |
| 24 | Albania (bandiera)   | D     | Arsen Sykaj                 |
| 27 | Albania (bandiera)   | C     | Ardit Hila                  |
| 29 | Albania (bandiera)   | C     | Emiljano Musta              |
| 30 | Albania (bandiera)   | C     | Bledar Hodo (vice-capitano) |
| 54 | Mozambico (bandiera) | A     | Faisal Bangal               |
| 77 | Albania (bandiera)   | C     | Gerhard Progni              |
| 89 | Albania (bandiera)   | P     | Shpëtim Moçka               |
|    | Albania (bandiera)   | D     | Akil Jakupi                 |
|    | Albania (bandiera)   | C     | Enriko Papa                 |
|    | Nigeria (bandiera)   | A     | Eko Barine                  |
|    | Albania (bandiera)   | A     | Elidion Mara                |